# Johann Joseph Fux
Pour les articles homonymes, voir Fux.
Johann Joseph Fux est un compositeur autrichien, né vers 1660 à Hirtenfeld près de Graz en Styrie et mort à Vienne le 13 février 1741.

## Biographie
Il était d'une famille de paysans pauvres, et on ne connaît pas les circonstances dans lesquelles il put sortir de son milieu d'origine et poursuivre des études. Toujours est-il qu'il put étudier à l'université jésuite de Graz en 1680, puis à Ingolstadt de 1683 à 1687 et qu'il y exerça comme organiste au Schottenstift de Vienne. On perd ensuite sa trace pendant plusieurs années avant son entrée au service d'un prélat hongrois qui résidait à Vienne. Des messes pour chœur a cappella de sa composition, dans le style de Palestrina, attirèrent sur lui l'attention de l'empereur Léopold Ier de Habsbourg, — l'empereur, lui-même compositeur, le nomma compositeur de la Cour Impériale en 1698.
En 1700, il obtint l'autorisation et les subsides impériaux qui lui permirent de se rendre en Italie auprès du célèbre Bernardo Pasquini — peut-être s'y était-il déjà rendu pendant les années d'obscurité. Il revint de ce voyage pénétré de musique italienne et grand admirateur de Palestrina. Sa carrière connut alors une progression continue : vice-maître de chapelle (1705), puis maître de chapelle (1712) de la cathédrale Saint-Étienne de Vienne ; vice-maître de chapelle (1713), enfin maître de chapelle (1715) de la cour impériale pour succéder à Marc'Antonio Ziani, poste qu'il devait occuper jusqu'à la fin de sa vie. Il servit cinq souverains de la maison de Habsbourg : Léopold Ier (1698-1705), Joseph Ier (1705-1711), Charles VI (1711-1740) et Marie-Thérèse, épouse de François-Étienne de Lorraine (1740-1741).
Le plus grand moment de sa carrière eut lieu à Prague, en 1723, lors du couronnement de Charles VI comme roi de Bohême. Son opéra Costanza e fortezza (la devise des Habsbourg, livret de Pietro Pariati) y fut représenté avec le concours de 100 chanteurs et 200 instrumentistes — parmi lesquels Quantz, Tartini, Graun — sous la direction de Caldara, son vice-maître de chapelle, car lui-même souffrait d'une crise de goutte et y assista à une place d'honneur non loin de l'empereur.
Auteur du traité de contrepoint Gradus ad Parnassum, il forma de nombreux élèves, dont Gottlieb Muffat et Jan Dismas Zelenka.

## Gradus ad Parnassum

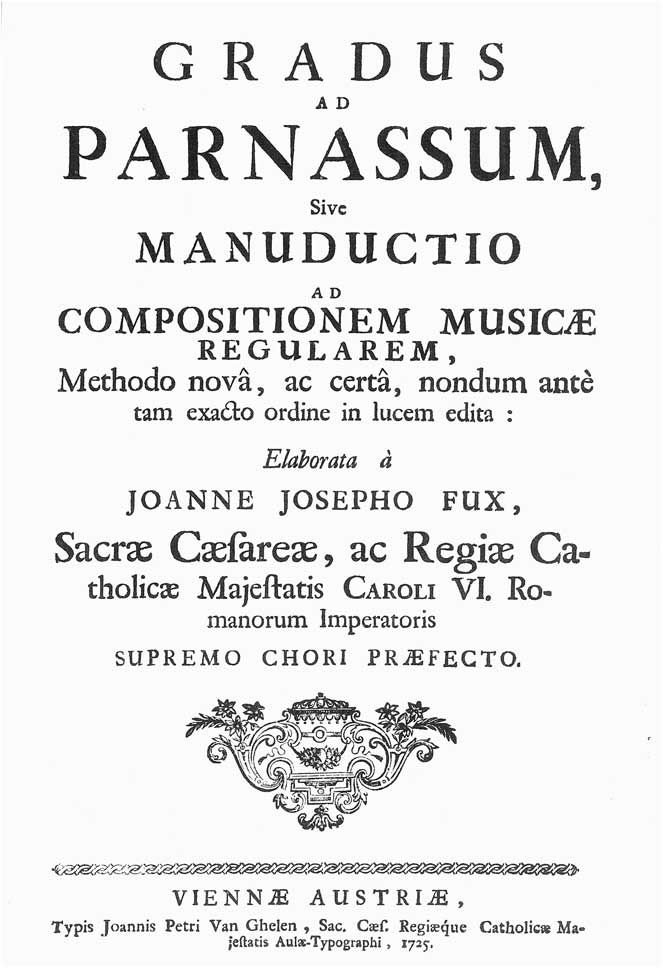
La page de titre du Gradus, 1725.

Ou Montée au Parnasse, qu'il a écrits en latin en 1725, Fux doit une part essentielle de sa renommée contemporaine et posthume à cet ouvrage en latin qui connut un succès considérable et fut traduit en plusieurs langues : allemand, français, italien, anglais ; il est élaboré sous la forme d'un dialogue entre le maître, Aloysius (Palestrina) et le disciple Joseph (Fux lui-même). C'est probablement le traité de contrepoint le plus complet de son époque, et il a été prisé comme tel par plusieurs grands compositeurs : Haydn se forma presque en autodidacte par sa lecture et le recommanda au jeune Beethoven ; Mozart en possédait un exemplaire annoté.
Il est vraisemblable que le respect qu'on a continué à porter à l'art de Palestrina au cours du XIXe siècle est dû à son rôle dans ce livre. À la même époque, on n'avait pas encore assez d'oubli ou de condescendance envers les anonymes « précurseurs de Bach ».
Ce traité a servi de fondement théorique pour la première composition musicale assistée par ordinateur de Lejaren Hiller et Leonard Isaacson en 1956.

## Autres œuvres
Fux composa également de la musique religieuse (Missa canonica, Missa Christi Corporis, Requiem K 51-53, Magnificat K 98, De Profundis), des oratorios (Il Fonte della Salute), des opéras (Julo Ascanio, re d'Alba, 1708 ; Orfeo ed Euridice, 1715 ; Angelica, vinditrice di Alkina, 1723 ; Costanza e fortezza, 1723 - les deux derniers « mis en scène » par Giuseppe Bibiena sur des livrets de Pietro Pariati) et des pièces instrumentales (réunies dans le Concentus musico-instrumentalis, 1701).